# CA-132
La CA-132 es una carretera autonómica de Cantabria perteneciente a la Red Primaria. Tiene su origen en la glorieta con la CA-131 en el núcleo de Viveda, término municipal de Santillana del Mar y su final en Suances, en la intersección con la CA-351. A lo largo de su recorrido, de 6 kilómetros de longitud, atraviesa los núcleos urbanos de Hinojedo recibiendo la denominación de avenida de San Saturnino y Cortiguera en donde se denomina calle Mayor, además de los ya indicados.
En su margen derecha, se sitúa el mirador Curva El Río desde donde se divisa una vista panorámica de la Ría de San Martín de la Arena en la desembocadura del río Saja. 
La carretera tiene un carril por cada sentido de circulación y una anchura total de 7 m, que asciende a 10 m incluyendo los arcenes.

## Actuaciones
Durante el período de vigencia del III Plan de Carreteras de Cantabria, se procedió al refuerzo del final en toda la longitud de la carretera.

## Transportes
Las siguientes líneas de transporte público tienen paradas a lo largo de la carretera CA-132:
- Autobuses Casanova: Torrelavega - Suances[4]
- Autobuses La Cantábrica: Ubiarco - Santander[5]
- Autobuses La Cantábrica: Suances - Santander[5]

## Recorrido y puntos de interés
En este apartado se aporta la información sobre cada una de las intersecciones de la CA-132 así como otras informaciones de interés.
| Esquema                           | PK  | Sentido Suances (creciente)       | Sentido Suances (creciente) | Sentido Suances (creciente)                    | Sentido Viveda (decreciente)                   | Sentido Viveda (decreciente) | Sentido Viveda (decreciente) | Incidencias                |
| Esquema                           | PK  | Velocidad                         | Elemento                    | Salida                                         | Salida                                         | Elemento                     | Velocidad                    | Incidencias                |
| --------------------------------- | --- | --------------------------------- | --------------------------- | ---------------------------------------------- | ---------------------------------------------- | ---------------------------- | ---------------------------- | -------------------------- |
|                                   | 0,0 |                                   |                             | CA-131 SANTILLANA COMILLAS                     | CA-131 SANTILLANA A-67 BARREDA SANTANDER       |                              |                              |                            |
| CA-132 SUANCES                    | 0,0 | CA-131 SANTILLANA COMILLAS        |                             |                                                |                                                |                              |                              |                            |
|                                   | 0,0 |                                   |                             | VIVEDA                                         | VIVEDA                                         |                              |                              |                            |
|                                   | 0,1 |                                   |                             | Puente La Barca (código 4774)                  | Puente La Barca (código 4774)                  |                              |                              |                            |
|                                   | 0,3 |                                   |                             |                                                |                                                |                              |                              |                            |
|                                   | 0,4 |                                   |                             | CA-340 CAMPLENGO                               | CA-340 CAMPLENGO                               |                              |                              |                            |
|                                   | 0,4 |                                   |                             | Los Tres Hermanos (código 4775)                | Los Tres Hermanos (código 4775)                |                              |                              |                            |
|                                   | 0,7 |                                   |                             | VIVEDA                                         | VIVEDA                                         |                              |                              |                            |
|                                   | 0,7 | HINOJEDO avenida de San Saturnino |                             |                                                |                                                |                              |                              |                            |
|                                   | 0,7 | El Fielato (código 4776)          |                             |                                                |                                                |                              |                              |                            |
|                                   | 1,0 |                                   |                             | Coterillo (código 3777)                        | Coterillo (código 3777)                        |                              |                              |                            |
|                                   | 1,6 |                                   |                             | La Caraba (código 3786)                        | La Caraba (código 3786)                        |                              |                              |                            |
|                                   | 1,9 |                                   |                             | CA-341 TAGLE ONGAYO PUENTE AVÍOS               | CA-341 TAGLE ONGAYO PUENTE AVÍOS               |                              |                              |                            |
|                                   | 2,3 |                                   |                             | El Descanso (código 3779)                      | El Descanso (código 3779)                      |                              |                              |                            |
|                                   | 2,4 |                                   |                             | REPSOL                                         | REPSOL                                         |                              |                              | Cerrada noches todo el año |
|                                   | 3,2 |                                   |                             | Barrio San Pedro (código 3780)                 | Barrio San Pedro (código 3780)                 |                              |                              |                            |
|                                   | 3,5 |                                   |                             | HINOJEDO avenida de San Saturnino              | HINOJEDO avenida de San Saturnino              |                              |                              |                            |
|                                   | 3,6 |                                   |                             | CORTIGUERA calle Mayor                         | CORTIGUERA calle Mayor                         |                              |                              |                            |
|                                   | 3,7 |                                   |                             | Cortiguera Bajo (código 3781)                  | Cortiguera Bajo (código 3781)                  |                              |                              |                            |
|                                   | 4,4 |                                   |                             | Cortiguera Arriba (código 3782)                | Cortiguera Arriba (código 3782)                |                              |                              |                            |
|                                   | 4,6 |                                   |                             | Oficina de Turismo del Ayuntamiento de Suances | Oficina de Turismo del Ayuntamiento de Suances |                              |                              |                            |
|                                   | 4,6 | Mirador Curva El Río              |                             |                                                |                                                |                              |                              |                            |
|                                   | 4,7 |                                   |                             | CORTIGUERA calle Mayor                         | CORTIGUERA calle Mayor                         |                              |                              |                            |
|                                   | 4,7 | SUANCES avenida de José Antonio   |                             |                                                |                                                |                              |                              |                            |
|                                   | 5,2 |                                   |                             | La Cuba (código 3783)                          | La Cuba (código 3783)                          |                              |                              |                            |
|                                   | 5,2 | CEPSA - Elf                       |                             |                                                |                                                |                              |                              |                            |
|                                   | 5,9 |                                   |                             | Ayuntamiento (código 3784) plaza de Viares     | Ayuntamiento (código 3784) plaza de Viares     |                              |                              |                            |
|                                   | 6,0 |                                   |                             | CA-351 TAGLE SANTILLANA playa de Tagle         | CA-132 CORTIGUERA BARREDA                      |                              |                              |                            |
| Faro de Suances playas de Suances | 6,0 |                                   |                             |                                                | CA-132 CORTIGUERA BARREDA                      |                              |                              |                            |